# Partecipanti al Grand Prix du Morbihan 2023
Elenco dei partecipanti al Grand Prix du Morbihan 2023.
Il Grand Prix du Morbihan 2023 è stato la quarantaseiesima edizione della corsa. Alla competizione presero parte venti squadre: sei con licenza UCI World Tour 2023, undici UCI ProTeam e tre UCI Continental Team.
Partenza con 137 ciclisti accreditati.

## Corridori per squadra
Nota: R ritirato, NP non partito, FT fuori tempo, SQ squalificato
| TotalEnergies               | TotalEnergies               | TotalEnergies               | Groupama-FDJ               | Groupama-FDJ               | Groupama-FDJ               | Team Arkéa-Samsic       | Team Arkéa-Samsic       | Team Arkéa-Samsic       |
| --------------------------- | --------------------------- | --------------------------- | -------------------------- | -------------------------- | -------------------------- | ----------------------- | ----------------------- | ----------------------- |
| N°                          | Ciclista                    | Clas.                       | N°                         | Ciclista                   | Clas.                      | N°                      | Ciclista                | Clas.                   |
| 1                           | Julien Simon                | 18°                         | 11                         | Lewis Askey                | 90°                        | 21                      | Laurent Pichon          | 68°                     |
| 2                           | Thomas Bonnet               | 28°                         | 12                         | Romain Grégoire            | 2°                         | 22                      | Hugo Hofstetter         | 114°                    |
| 3                           | Mathieu Burgaudeau          | 6°                          | 13                         | Olivier Le Gac             | R                          | 23                      | Jenthe Biermans         | 12°                     |
| 4                           | Sandy Dujardin              | 24°                         | 14                         | Paul Penhoët               | 11°                        | 24                      | Kévin Ledanois          | 67°                     |
| 5                           | Lorrenzo Manzin             | R                           | 15                         | Laurence Pithie            | 70°                        | 25                      | Matis Louvel            | 79°                     |
| 6                           | Jason Tesson                | R                           | 16                         | Samuel Watson              | 56°                        | 26                      | Daniel McLay            | 111°                    |
| 7                           | Mattéo Vercher              | 94°                         | 17                         | Bram Welten                | 82°                        | 27                      | Élie Gesbert            | 51°                     |
| Cofidis                     | Cofidis                     | Cofidis                     | AG2R Citroën Team          | AG2R Citroën Team          | AG2R Citroën Team          | Team DSM                | Team DSM                | Team DSM                |
| N°                          | Ciclista                    | Clas.                       | N°                         | Ciclista                   | Clas.                      | N°                      | Ciclista                | Clas.                   |
| 31                          | Axel Zingle                 | 9°                          | 41                         | Bastien Tronchon           | 13°                        | 51                      | Pavel Bittner           | 39°                     |
| 32                          | Eddy Finé                   | 8°                          | 42                         | Jaakko Hänninen            | R                          | 52                      | Romain Combaud          | 96°                     |
| 33                          | Wesley Kreder               | 102°                        | 43                         | Pierre Gautherat           | 89°                        | 53                      | Sean Flynn              | 81°                     |
| 34                          | Christophe Noppe            | 113°                        | 44                         | Lawrence Naesen            | 54°                        | 54                      | Leon Heinschke          | 31°                     |
| 35                          | Alexis Renard               | 92°                         | 45                         | Antoine Raugel             | 30°                        | 55                      | Lorenzo Milesi          | 59°                     |
| 36                          | Jelle Wallays               | R                           | 46                         | Valentin Retailleau        | 74°                        | 56                      | Tim Naberman            | 98°                     |
| 37                          | Harrison Wood               | 93°                         | 47                         | Clément Venturini          | 5°                         | 57                      | Henri Vandenabeele      | R                       |
| Intermarché-Circus-Wanty    | Intermarché-Circus-Wanty    | Intermarché-Circus-Wanty    | Uno-X Pro Cycling Team     | Uno-X Pro Cycling Team     | Uno-X Pro Cycling Team     | Burgos-BH               | Burgos-BH               | Burgos-BH               |
| N°                          | Ciclista                    | Clas.                       | N°                         | Ciclista                   | Clas.                      | N°                      | Ciclista                | Clas.                   |
| 61                          | Adrien Petit                | R                           | 71                         | Alexander Kristoff         | 17°                        | 81                      | Pelayo Sánchez          | 20°                     |
| 62                          | Julius Johansen             | 97°                         | 72                         | Erik Resell                | 83°                        | 82                      | Eric Fagúndez           | 62°                     |
| 63                          | Madis Mihkels               | R                           | 73                         | Rasmus Tiller              | 3°                         | 83                      | Jesús Ezquerra          | 14°                     |
| 64                          | Kevin Kuhn                  | 112°                        | 74                         | Søren Wærenskjold          | R                          | 84                      | Clément Alleno          | R                       |
| 65                          | Baptiste Planckaert         | 64°                         | 75                         | Tord Gudmestad             | 84°                        | 85                      | Cyril Barthe            | 42°                     |
| 66                          | Gerben Kuypers              | R                           | 77                         | William Blume Levy         | 99°                        | 86                      | Ander Okamika           | NP                      |
|                             |                             |                             |                            |                            |                            | 87                      | Jetse Bol               | 22°                     |
| Caja Rural-Seguros RGA      | Caja Rural-Seguros RGA      | Caja Rural-Seguros RGA      | Euskaltel-Euskadi          | Euskaltel-Euskadi          | Euskaltel-Euskadi          | Equipo Kern Pharma      | Equipo Kern Pharma      | Equipo Kern Pharma      |
| N°                          | Ciclista                    | Clas.                       | N°                         | Ciclista                   | Clas.                      | N°                      | Ciclista                | Clas.                   |
| 91                          | Julen Amezqueta             | 27°                         | 101                        | Carlos Canal               | 19°                        | 111                     | Francisco Galván        | 35°                     |
| 92                          | Orluis Aular                | 4°                          | 102                        | Antonio Jesús Soto         | R                          | 112                     | Álex Jaime              | 43°                     |
| 93                          | Jon Barrenetxea             | 15°                         | 103                        | Unai Iribar                | 26°                        | 113                     | Martí Márquez           | 77°                     |
| 94                          | Mulu Hailemichael           | 57°                         | 104                        | Enekoitz Azparren          | 105°                       | 114                     | Urko Berrade            | 29°                     |
| 95                          | Calum Johnston              | 76°                         | 105                        | Xabier Azparren            | 55°                        | 115                     | Mikel Retegi            | 116°                    |
| 96                          | Joseba López                | R                           | 106                        | Iker Ballarin              | R                          | 116                     | Pau Miquel              | 52°                     |
| 97                          | Joel Nicolau                | 58°                         | 107                        | Xabier Berasategi          | 38°                        | 117                     | Danny van der Tuuk      | 48°                     |
| Lotto Dstny                 | Lotto Dstny                 | Lotto Dstny                 | Bingoal WB                 | Bingoal WB                 | Bingoal WB                 | Team Flanders-Baloise   | Team Flanders-Baloise   | Team Flanders-Baloise   |
| N°                          | Ciclista                    | Clas.                       | N°                         | Ciclista                   | Clas.                      | N°                      | Ciclista                | Clas.                   |
| 121                         | Arnaud De Lie               | 1°                          | 131                        | Floris De Tier             | 25°                        | 141                     | Alex Colman             | 40°                     |
| 122                         | Cédric Beullens             | 47°                         | 132                        | Luca De Meester            | 95°                        | 142                     | Sander De Pestel        | 34°                     |
| 123                         | Jasper De Buyst             | 75°                         | 133                        | Cériel Desal               | 101°                       | 143                     | Ruben Apers             | 41°                     |
| 124                         | Frederik Frison             | 80°                         | 134                        | Karl Patrick Lauk          | R                          | 144                     | Milan Fretin            | 117°                    |
| 125                         | Jarne Van de Paar           | 91°                         | 135                        | Ludovic Robeet             | 87°                        | 145                     | Vincent Van Hemelen     | R                       |
| 126                         | Brent Van Moer              | 32°                         | 136                        | Alexander Salby            | 107°                       | 146                     | Aaron Van Poucke        | 60°                     |
| 127                         | Florian Vermeersch          | 86°                         | 137                        | Guillaume V. Keirsbulck    | 100°                       | 147                     | Ward Vanhoof            | 50°                     |
| Bolton Equities Black Spoke | Bolton Equities Black Spoke | Bolton Equities Black Spoke | Q36.5 Pro Cycling Team     | Q36.5 Pro Cycling Team     | Q36.5 Pro Cycling Team     | St Michel-Mavic-Auber93 | St Michel-Mavic-Auber93 | St Michel-Mavic-Auber93 |
| N°                          | Ciclista                    | Clas.                       | N°                         | Ciclista                   | Clas.                      | N°                      | Ciclista                | Clas.                   |
| 151                         | Bailey O'Donnell            | 110°                        | 161                        | Walter Calzoni             | 69°                        | 171                     | Théo Delacroix          | 88°                     |
| 152                         | Paul Wright                 | 104°                        | 162                        | Marcel Camprubi            | 53°                        | 172                     | Thomas Devaux           | 66°                     |
| 153                         | Jacob Scott                 | 106°                        | 163                        | Fabio Christen             | 33°                        | 173                     | Thomas Gachignard       | 23°                     |
| 154                         | Ollie Jones                 | 71°                         | 164                        | Alessandro Fedeli          | 7°                         | 174                     | Anthony Maldonado       | 45°                     |
| 155                         | James Fouché                | 36°                         | 165                        | Kamil Małecki              | 108°                       | 175                     | Flavien Maurelet        | 21°                     |
| 156                         | George Jackson              | 72°                         | 166                        | Cyrus Monk                 | 65°                        | 176                     | Florian Rapiteau        | 109°                    |
| 157                         | Luke Mudgway                | 44°                         | 167                        | Antonio Puppio             | 118°                       | 177                     | Romain Cardis           | 10°                     |
| CIC U Nantes Atlantique     | CIC U Nantes Atlantique     | CIC U Nantes Atlantique     | Nice Métropole Côte d'Azur | Nice Métropole Côte d'Azur | Nice Métropole Côte d'Azur |                         |                         |                         |
| N°                          | Ciclista                    | Clas.                       | N°                         | Ciclista                   | Clas.                      |                         |                         |                         |
| 181                         | Pierre Barbier              | R                           | 191                        | Jonathan Couanon           | 115°                       |                         |                         |                         |
| 182                         | Léo Danès                   | 61°                         | 192                        | Damien Girard              | 73°                        |                         |                         |                         |
| 183                         | Maël Guégan                 | 49°                         | 193                        | Paul Hennequin             | R                          |                         |                         |                         |
| 184                         | Jordan Jegat                | 16°                         | 194                        | A. Narbonne Zuccarelli     | 78°                        |                         |                         |                         |
| 185                         | Yaël Joalland               | 37°                         | 195                        | Jean-Louis Le Ny           | 46°                        |                         |                         |                         |
| 187                         | Emmanuel Morin              | 63°                         | 196                        | Julian Lino                | 85°                        |                         |                         |                         |
|                             |                             |                             | 197                        | Andrea Mifsud              | 103°                       |                         |                         |                         |